# Roger Maddux
Roger Maddux (1948) é um matemático estadunidense, especialista em lógica algébrica.
Seu Número de Erdős é 2.

## Obras
- 2006. Relation Algebras, Vol. 150 em Studies in Logic and the Foundations of Mathematics. Elsevier Science